# Yang Kyu
 (décembre 2024).
Yang Kyu (hangeul : 양규 ; hanja : 楊規 ; ? – 5 mars 1011) était un officier militaire coréen qui a servi la dynastie Goryeo. Il a combattu lors de la Seconde guerre Goryeo-Khitan.

## Biographie
Sous le règne du roi Mokjong, Yang Kyu était directeur du ministère de la Justice (형부낭중, 刑部郎中, MR : hyŏngbu nangjung). En 1010, lors de l'invasion des Liao, Yang fut nommé inspecteur militaire (도순검사, 都巡檢使, MR : tosun kŏmsa) de Sŏbukmyŏn. Il vainquit l'armée Liao à Hŭnghwa-jin, résistant aux appels à la reddition, et empêcha la chute de la forteresse. L'armée Liao lève alors le siège et quitte Hŭnghwa-jin. The Liao defeated Kang Cho's 300, 000 man army at T'ongju (modern day Sonchon County).
Les Khitans ont envoyé No Chŏn (노전, 盧戩), un fonctionnaire de Goryeo capturé, avec un faux décret de Kang Cho demandant à Yang de se rendre avec la forteresse. Yang refusa car il ne voulait recevoir les ordres que du roi, pas de Kang,. Après cela, Yang quitta Hŭnghwa-jin avec 700 hommes et se regroupa avec les 1 000 hommes restants de l'armée de Kang Cho à T'ongju. Avec une armée combinée de 1 700 hommes, Yang a repris Kwakju (곽주, 郭州), l'actuelle ville de Chongju, d'une garnison Khitan forte de 6 000 hommes. La population civile libérée de 7 000 personnes a été relocalisée à T'ongju.
En 1011, l'armée Liao avait réussi à capturer la capitale Goryeo, Kaegyong, mais le roi Goryeo, Hyeonjong, s'était déjà enfui au sud de Naju. Les Liao prévoyaient alors de se retirer de Goryeo, emmenant les captifs du royaume avec eux. Yang attaqua alors les forces Khitans pour libérer les captifs. À Murodae (무로대, 無老代), Yang a vaincu 2 000 Khitans et libéré 2 000 captifs. Il se rendit ensuite à Sŏngnyŏng (석령, 石嶺), et vainquit 2 500 Khitans, libérant 1 000 prisonniers. À Yŏrich'am (여리참, 余里站), Les forces de Yang tuèrent 1 000 Khitans, libérant à  nouveau 1 000 prisonniers. Yang a ensuite rencontré le commandant de Kwiju, Kim Suk-hŭng (김숙흥, 金叔興), et ensemble leurs forces attaquèrent l'avant-garde Liao à Aejŏn (애전, 艾田) le 5 mars (28 janvier dans le calendrier lunaire). Cependant, ils manquèrent de flèches et furent vaincus et tués au combat. Au total, les troupes de Yang ont combattu 7 fois en un mois, tuant 15 000 combattants ennemis et libérant jusqu'à 30 000 captifs. Ils ont également capturé divers butins des armées Liao, tels que des armes, des chevaux et des chameaux,.

## Dans la culture populaire
- Joué par Hong Il-kwon en 2009 dans la série télévisée Empress Cheonchuen de KBS2.
- Joué par Ji Seung-hyunen en 2023 dans la série télévisée Korea-Khitan War de KBS1[6].